# M3: sono kuroki hagane
M3: sono kuroki hagane (M3〜ソノ黒キ鋼〜? lett. "M3: quell'acciaio nero") è una serie televisiva anime prodotta dalla Satelight, trasmessa in Giappone tra il 21 aprile e il 29 settembre 2014. Un adattamento manga di Kazuomi Minatogawa ha iniziato la serializzazione sulla rivista Comic Blade della Mag Garden il 30 aprile 2014.

## Trama
La storia ruota attorno a un gruppo di quattro ragazzi e quattro ragazze (in seguito cinque) che si sono tutti già incontrati da piccoli in un regno colmo di oscurità. In questa realtà una sostanza misteriosa, nota come il necrometallo, divora o infetta qualsiasi cosa si avvicini alla zona chiamata il regno senza luce. Al confine di questo regno, vi è una città dove vive Akashi Saginuma, uno degli studenti più bravi nel pilotaggio dei robot che riesce sempre a battere i suoi compagni di classe facilmente durante gli allenamenti. Proprio grazie alle sue capacità, Akashi riceve l'invito da parte di un uomo ad unirsi a una squadra speciale che ha come obiettivi l'eliminazione delle entità oscure, note come i Moniti, e la scoperta della verità dietro il regno senza luce. Tuttavia una sera un Monito particolare, che si dice abbia il potere di "uccidere" le persone che ascoltino la sua canzone, fa sentire al gruppo di ragazzi la sua dolce melodia e infatti, poco dopo, si scopre che la prima vittima, Emiru Hazaki, è stata infettata dal necrometallo. Akashi, forte del robot "il mietitore" o MA-Vess che soltanto lui può usare, cerca allora di trovare e sconfiggere il Monito per salvare la vita a tutti quanti.

## Personaggi

### Squadra Gargouille
Akashi Saginuma (鷺沼 アカシ?, Saginuma Akashi)
Doppiato da: Yoshitsugu Matsuoka
Emiru Hazaki (破先 エミル?, Hazaki Emiru)
Doppiata da: Yōko Hikasa
Sasame Izuriha (出羽 ササメ?, Izuriha Sasame)
Doppiata da: Kotori Koiwai
Iwato Namito (波戸 イワト?, Namito Iwato)
Doppiato da: Tomoaki Maeno
Raika Kasumi (霞 ライカ?, Kasumi Raika)
Doppiata da: Sayuri Yahagi
Minashi Maki (真木 ミナシ?, Maki Minashi)
Doppiato da: Tetsuya Kakihara
Maamu Yuzuki (弓月 マアム?, Yuzuki Maamu)
Doppiata da: Misato Fukuen
Heito Isaku (伊削 ヘイト?, Isaku Heito)
Doppiato da: Ayumu Murase

### Altri
Aoshi Saginuma (鷺沼 アオシ?, Saginuma Aoshi)
Doppiato da: Nobuyuki Hiyama
Kasane Agura (阿倉 カサネ?, Agura Kasane)
Doppiata da: Ai Maeda
Natsuiri (夏入?)
Doppiato da: Nobuo Tobita
Suzaki (須崎?)
Doppiata da: Marina Inoue
Tsugumi (ツグミ?)
Doppiata da: Kotori Koiwai

## Produzione
La serie è stata prodotta dalla Satelight in collaborazione con la C2C. La regia è a cura di Jun'ichi Satō e il soggetto è stato scritto da Mari Okada. Il mecha design è stato sviluppato da Shōji Kawamori e la colonna sonora è stata composta da Hajime Sakita. Le sigle di apertura e chiusura sono rispettivamente Re:REMEMBER di May'n ed ego-izm di la la larks, per poi cambiare successivamente in Replica di Maaya Sakamoto e Sable di Nano.
Daisuki ha trasmesso la serie in streaming sul suo sito web in contemporanea col Giappone e l'ha resa disponibile in tutto il mondo, ad eccezione di Giappone e Cina, con i sottotitoli in inglese, cinese tradizionale e spagnolo.

### Episodi
| Nº | Giapponese 「Kanji」 - Rōmaji             | In onda           | In onda |
| Nº | Giapponese 「Kanji」 - Rōmaji             | Giapponese        |         |
| 1  | 「降星ノ夜」 - Fuhoshi no yoru            | 21 aprile 2014    |         |
| 2  | 「死神ニ抱カレ」 - Shinigami ni ho kare   | 28 aprile 2014    |         |
| 3  | 「過去ノ綻ビ」 - Kako no denbi            | 5 maggio 2014     |         |
| 4  | 「混ゼルナ危険」                          | 12 maggio 2014    |         |
| 5  | 「己虚シク」                              | 19 maggio 2014    |         |
| 6  | 「キエ逝ク恐怖」                          | 26 maggio 2014    |         |
| 7  | 「孤独ノ采配」                            | 2 giugno 2014     |         |
| 8  | 「無謀禁域」                              | 9 giugno 2014     |         |
| 9  | 「蒼キ鋼心」                              | 16 giugno 2014    |         |
| 10 | 「君ノ歌」                                | 23 giugno 2014    |         |
| 11 | 「赤ノ慟刻」                              | 30 giugno 2014    |         |
| 12 | 「二人ヲ繋グモノ」                        | 7 luglio 2014     |         |
| 13 | 「獣ノ咆哮」                              | 14 luglio 2014    |         |
| 14 | 「思ヒ残シノオト」                        | 21 luglio 2014    |         |
| 15 | 「未明ノ欠心」                            | 28 luglio 2014    |         |
| 16 | 「一緒ノ約束」                            | 4 agosto 2014     |         |
| 17 | 「無明ノ光」 - Mumyō no hikari            | 11 agosto 2014    |         |
| 18 | 「読島ノ真実」 - Satoru-jima no shinjitsu | 18 agosto 2014    |         |
| 19 | 「黒キ入日」 - Kuroki irihi               | 25 agosto 2014    |         |
| 20 | 「愛ノ重音」                              | 1º settembre 2014 |         |
| 21 | 「終焉ノ産声ニ君ハ」                      | 8 settembre 2014  |         |
| 22 | 「光、ソシテ光」                          | 15 settembre 2014 |         |
| 23 | 「最強ノ証」                              | 22 settembre 2014 |         |
| 24 | 「原罪、カコミライ」                      | 29 settembre 2014 |         |